# Stade de la Victoire
Le Stade de la Victoire (en italien : Stadio della Vittoria), également connu sous le nom de Terrain des Pins (en italien : Campo dei Pini), est un stade omnisports italien (principalement utilisé pour le football) situé dans la ville de Macerata, dans les Marches.
Le stade, doté de 2 000 places et inauguré en 1927, servait d'enceinte à domicile à l'équipe de football de la Società Sportiva Maceratese (et accueille aujourd'hui ses équipes de jeunes).

## Histoire
En 1919 débute la création d'un terrain sportif dans la zone de la Piazza dell'Armi, avec des tribunes en bois. En 1922, quatre entreprises de la ville créent l'Unione Calcistica Maceratese. Les gradins sont alors agrandis pour accueillir un plus grand nombre de spectateurs.
En 1926, le club participe à l'élite du football italien. Il est donc décidé de construire de nouveaux gradins en béton pour le stade. Les travaux sont confiés à l'architecte Cesare Bazzani qui présente un projet d'aménagement et de clôture du terrain, la création d'une nouvelle entrée, ainsi que la construction de diverses tribunes, piscines et courts de tennis attenants au monument aux morts.
Les travaux de rénovations débutent en août 1927 pour se terminer au mois de novembre de la même année. L'équipement sportif est inauguré par le ministre Giuseppe Bottai (le coût total de construction avoisinnant les 404 000 lires).
Durant la période de vingt ans de l'Italie fasciste, le stade est utilisé pour le samedi fasciste, auquel tous les citoyens étaient tenus de participer.
Dans les années 1940, le Maceratese évolue en Serie C et B. Il est donc décidé d'ajouter deux tribunes couvertes en bois portant la capacité à environ 5 000 places.
En 1964, le nouveau stade Helvia Recina est inauguré et, à partir de cette année, les installations du Vittoria demeurent principalement utilisées par les équipes de jeunes des différentes équipes de la ville.
Au début des années 1980, grâce à une subvention du Comité olympique national italien (CONI), le stade subi une restructuration partielle avec l'aménagement du seul tronçon de piste d'athlétisme et l'agrandissement et la modernisation des vestiaires.
En 2007, le stade est confié en concession au club du Vis Macerata, club d'Excellence (D5 italienne), qui transforme la pelouse en un gazon synthétique.
Aujourd'hui, les installations sportives sont utilisées par les différentes équipes de jeunes de la ville et par le Helvia Recina 1975, une équipe du quartier de Villa Potenza, qui joue en cinquième division.